# Патрикеевский немецкий сельсовет
Патрикеевский немецкий сельсовет (нем. Deutscher Dorfrat Patrikejewskij) — упразднённая административно-территориальная единица, существовавшая на территории Тульской губернии (1918—1929), Московской (1929—1937) и Тульской (1937—1938) областей. Административным центром был посёлок Патрикеевский.
Немецкая колония в Алексинском уезде Тульской губернии возникла в 1910 году, когда около 40 немецких семейств купили землю у помещика Патрикеева. В результате антинемецких настроений в годы Первой мировой войны и последовавших за ней революции и Гражданской войны часть немецкого населения уехала в Германию.
В 1918 году был образован Патрикеевский немецкий сельсовет. По данным переписи 1926 года немецкое население было зафиксировано в деревнях Аннютинка (89 немцев), Битюги (138), Ботнинский-Растоня (54), Кудашевский (36), Патрикеевский (302), Савинский (50). В конце 1920-х годов были образованы колхозы «Rot Front» и «Rote Fahne». Действовала единственная в губернии немецкая школа.
В 1938 году Патрикеевский немецкий сельсовет был упразднён, многие немцы подверглись репрессиям. В 1941 году немецкое население этой территории было депортировано в Сибирь и Казахстан.
Известно про Решение исполкома областного Совета депутатов трудящихся от 17.01.1950 г. «О ликвидации Патрикевского сельсовета Алексинского района Тульской области и включении его территории в состав Казначеевского сельсовета» (Государственный архив Тульской области, Ф. Р-2640 Оп. 2 Д. 424 Лл. 487).